# 마키촌 (히로시마현)
마키촌(牧村)은 히로시마현 진세키군에 속해있던 촌이다.  

## 역사
- 1889년 4월 1일 - 정촌제 시행에 의해 진세키군 마키촌이 단독으로 촌제를 시행해마키촌이 성립하였다.
- 1954년 11월 3일 - 다카미쓰촌과 합병 진세키코겐정이 신설해 폐지되었다.

## 참고문헌
- 大日本篤農家名鑑編纂所編『大日本篤農家名鑑』大日本篤農家名鑑編纂所、1910年。
- 『市町村名変遷辞典』東京堂出版、1990年。